# Dětství soudruha Stalina
Dětství soudruha Stalina je malá kniha v papírové vazbě od Jana Drdy z roku 1953. Pojednává o životě diktátora Josifa Vissarionoviče Stalina do jeho 16 let, ovšem je velmi propagandisticky pojatá a realitě příliš neodpovídá.

## Obsah
Kniha nás nejprve seznamuje se Stalinovým rodištěm, horským městečkem Gori, vypráví o prvních letech Sosy (jak ho doma nazývali), o jeho vstupu na gorijskou církevní školu, kterou v 15 letech opustil jako nejlepší žák, o neobyčejném chlapcově nadání, bystrosti a dychtivosti, s níž pročítal díla pokrokových ruských a gruzínských spisovatelů a dokonce i díla Darwina. Jeho „revoluční charakter“ se podle knihy začal formovat při  popravě tří gruzínských horalů roku 1892, které museli žáci církevní školy přihlížet. Kniha končí dobou, kdy 16letý Stalin vystupuje poprvé na veřejnosti revolučními verši, otištěnými pod pseudonymem Soselo v gruzínském literárním časopise „Iveria“.